# Diocesi di Sisak
La diocesi di Sisak (in latino Dioecesis Sisciensis) è una sede della Chiesa cattolica in Croazia suffraganea dell'arcidiocesi di Zagabria. Nel 2022 contava 157.200 battezzati su 180.340 abitanti. È retta dal vescovo Vlado Košić.

## Territorio
La diocesi comprende la città di Sisak, capoluogo della regione croata di Sisak e della Moslavina, dove si trova la cattedrale dell'Esaltazione della Santa Croce.
Il territorio è suddiviso in 63 parrocchie, ripartite tra 8 decanati, a loro volta raggruppati in 3 arcidiaconati.

## Storia
La diocesi di Sisak, nella provincia romana della Pannonia, fu eretta nella seconda metà del III secolo: il primo vescovo fu san Quirino. Le notizie sulla storia di questa diocesi sono scarse. Non si sa quando la diocesi fu soppressa, ma verso il X secolo Sisak era già assoggettata all'autorità dei vescovi di Zagabria.
Dal 1999 al 2009 Sisak fu annoverata fra le sedi vescovili titolari. L'unico vescovo titolare fu dal 22 maggio 1999 al 30 novembre 2009 Nikola Eterović, con titolo personale di arcivescovo, nunzio apostolico in Ucraina fino al 2004 ed in seguito segretario generale del Sinodo dei vescovi.
La diocesi è stata ristabilita il 5 dicembre 2009 con la bolla Antiquam fidem di papa Benedetto XVI, ricavandone il territorio dall'arcidiocesi di Zagabria; contestualmente è stata soppressa la sede titolare.

## Cronotassi dei vescovi

### Sede antica
- San Quirino † (inizio IV secolo)
- Marco † (menzionato nel 343)
- Costanzo I † (menzionato nel 381)
- Giovanni † (menzionato nel 530)
- Costanzo II † (menzionato nel 532)
- Vindemio † (prima del 579 - dopo il 590)[2]

### Sede titolare
- Nikola Eterović (22 maggio 1999 - 30 novembre 2009 nominato arcivescovo, titolo personale, titolare di Cibale)

### Sede restaurata
- Vlado Košić, dal 5 dicembre 2009

## Statistiche
La diocesi nel 2022 su una popolazione di 180.340 persone contava 157.200 battezzati, corrispondenti all'87,2% del totale.
| anno | popolazione | popolazione | popolazione | presbiteri | presbiteri | presbiteri | presbiteri                | diaconi | religiosi | religiosi | parrocchie |
| anno | battezzati  | totale      | %           | numero     | secolari   | regolari   | battezzati per presbitero | diaconi | uomini    | donne     | parrocchie |
| ---- | ----------- | ----------- | ----------- | ---------- | ---------- | ---------- | ------------------------- | ------- | --------- | --------- | ---------- |
| 2010 | 173.714     | 215.591     | 80,6        | 62         | 51         | 11         | 2.801                     |         | 11        | 81        | 80         |
| 2014 | 163.844     | 198.156     | 82,7        | 63         | 43         | 20         | 2.600                     |         | 20        | 82        | 77         |
| 2017 | 167.101     | 189.150     | 88,3        | 64         | 49         | 15         | 2.610                     |         | 16        | 82        | 74         |
| 2020 | 159.110     | 181.250     | 87,8        | 75         | 57         | 18         | 2.121                     |         | 19        | 99        | 63         |
| 2022 | 157.200     | 180.340     | 87,2        | 74         | 59         | 15         | 2.124                     | 2       | 15        | 100       | 63         |